# Seved Ribbing (professor)
Seved Ribbing, född den 17 februari 1845 i Stockholm, död den 14 februari 1921 i Lund, var en svensk läkare. Han var bror till Lennart och Gustaf Ribbing, far till Lännart Ribbing samt tillhörde ätten Ribbing.

## Biografi
Ribbing avlade studentexamen i Uppsala 1863, blev medicine kandidat 1867, medicine licentiat 1869 och medicine doktor 1871. Han började sedan som lasarettsläkare i Simrishamn och utnämndes 1879 till extra ordinarie professor i pediatrik och var från 1888 till sin pension 1910 professor i praktisk medicin vid Lunds universitet. Åren 1904–1907 var han rektor för universitetet.
Ribbing utvecklade en livlig författarverksamhet och skrev bland andra doktorsavhandlingen Om den s.k. yttre undersökningens användning inom obstetriken  1871, de två avhandlingarna för professur Öfversigt af pediatrikens utveckling i Sverige från midten af 18:de årh. intill närvarande tid 1878 och Omileus, en klinisk studie 1882, samt Om de af sprithaltiga drycker framkallade sjukdomar, deras förlopp och utgång (belönt nykterhetsskrift, 1888), Om den sexuela hygienen och några af dess etiska konseqvenser (tre föreläsningar för studenter 1886; i bokform 1888, tredje upplagan 1889; översatt till norska, danska och tyska), Med hvem får man gifta sig enligt hälsolärans lagar? (1890; översatt till danska och norska), Våra barns, fostran och vård (bilaga till "Helsovännen", 1892; tredje upplagan 1908), Terapeutisk recepthandbok för studerande och läkare (1894; andra upplagan 1897) och Om sport och sportöfningar (1896).
Han verkade för folkupplysning genom föreläsningar i folkhögskola och arbetarinstitut samt vid sommarkurserna vid universitetet. Vid 1893 och 1898 års kyrkomöten var han en av lekmannarepresentanterna för Lunds stift. Han var också landstingsman 1895–1909 och kallades 1897 till ledamot av kommittén för jubileumsfondens användning. År 1880 blev Ribbing ledamot av Fysiografiska sällskapet i Lund. Han blev juris hedersdoktor i Glasgow (1901) och teologie hedersdoktor i Lund (1918). År 1896 lånade han sitt namn till reklam för Hultmans Cacao & Chocolad.
Seved Ribbings väg i östra Lund är uppkallad efter honom.
Seved Ribbing gifte sig 1871 med lärarinnan Maria de Vylder. De fick barnen Lännart Ribbing, Hedvig Ribbing (född 1880 i Lund) och gymnastikdirektör Estrid Ribbing (född 1886 i Lund). Ribbing ligger begravd på Norra kyrkogården i Lund.

## Fotogalleri

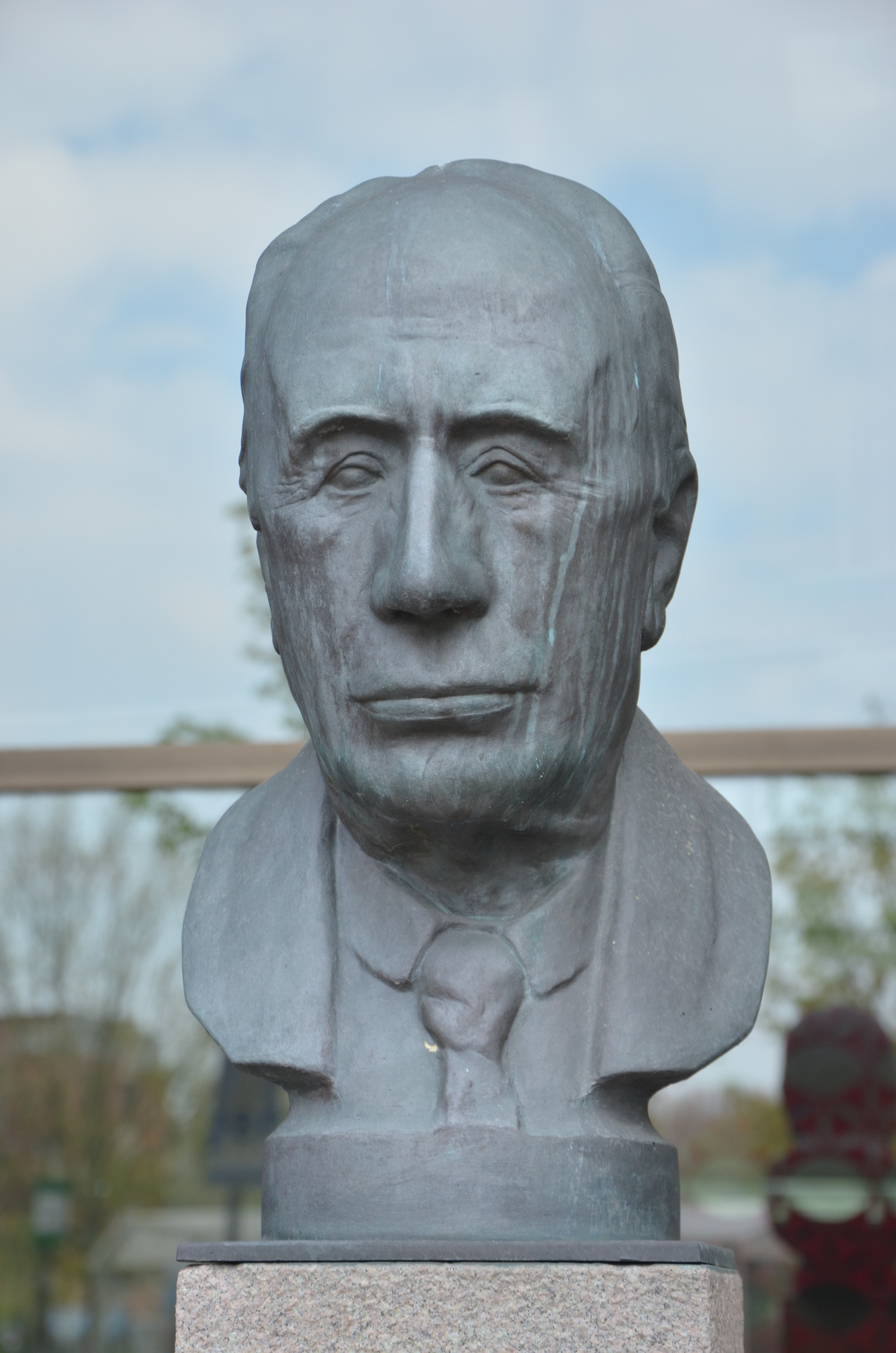
Seved Ribbing utanför Universitetssjukhuset i Lund.
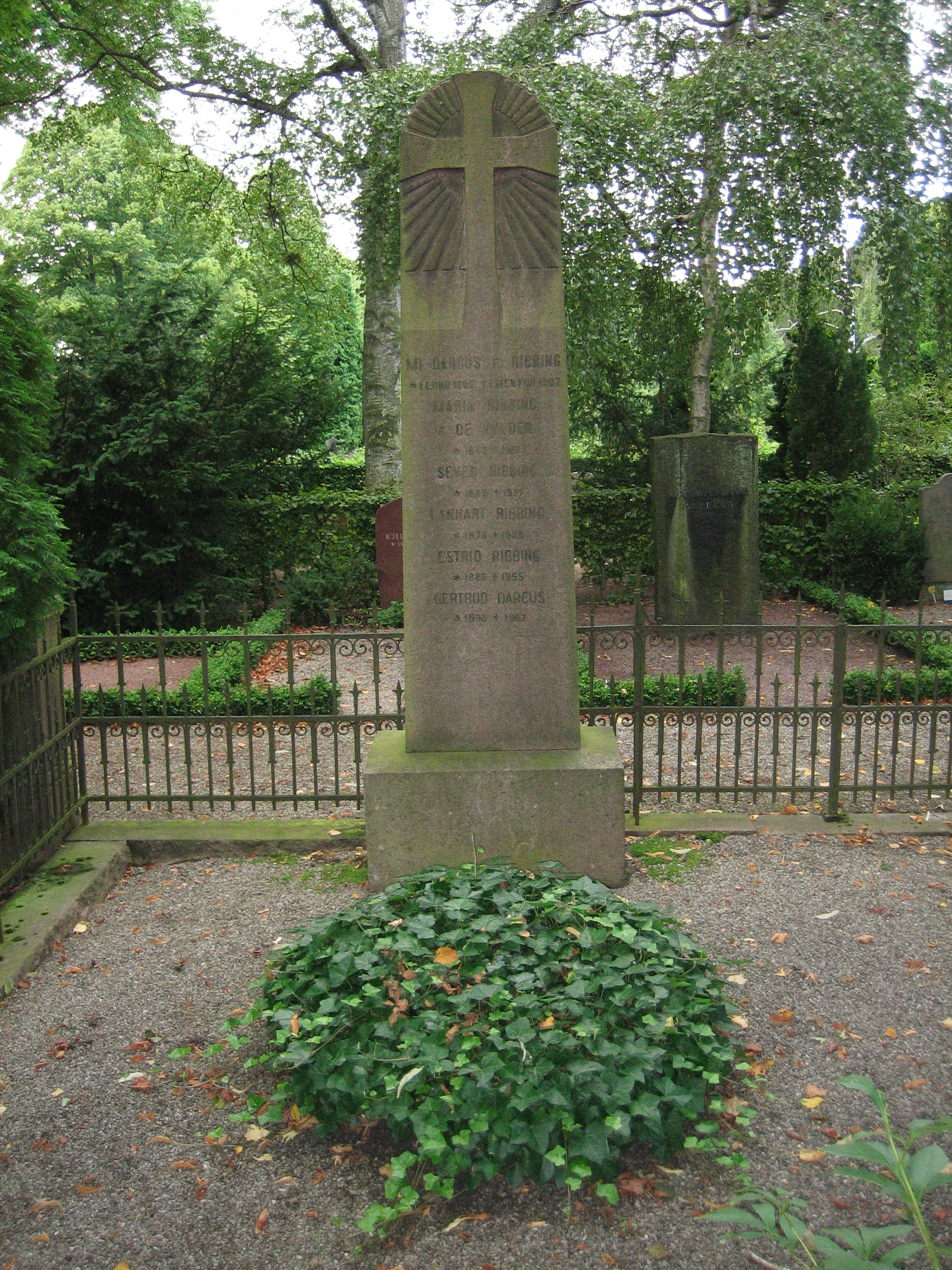
Seved Ribbings familjegrav på Norra kyrkogården i Lund.